# Gasoduto Urucu-Coari-Manaus
O Gasoduto Urucu-Coari-Manaus é um gasoduto brasileiro que liga o Polo Arara, localizado na região petrolífera de Urucu (município de Coari, Amazonas) à Refinaria Isaac Sabbá, em Manaus, num trajeto de 663,2 km, somado a 139,3 km divididos em nove ramais para Coari, que abastece sete municípios. Foi construído pela Petrobras junto às sociedade de propósito específico Transportadora Urucu Manaus S/A e é controlado pela operado pela Transportadora Associada de Gás S/A (TAG), uma empresa privada.
Inaugurado o ponto final em 2011 pelo governo de Luiz Inácio Lula da Silva e orçado inicialmente em R$ 2,4 bi com o custo final de R$ 4,48 bi. Sua construção foi parte do Programa de Aceleração do Crescimento e recebeu R$ 2,49 bi de financiamento do Banco Nacional de Desenvolvimento Econômico e Social (BNDES.) Sua vazão é de 4,1 milhões de metros cúbicos diários. Está em operações desde 2009.

## Trajeto
O Gasoduto Urucu-Coari-Manaus atravessa sete municípios e a todos abastece: Coari, Codajás, Anori, Anamã, Caapiranga, Manacapuru e Iranduba. Fornece gás para sete usinas termoelétricas: Manauara, Tambaqui, Jaraqui, Aparecida, Mauá, Cristiano Rocha e Ponta Negra - Urucu-Coari-Manaus, gerando 760 MW de energia elétrica. Seu percurso divide-se em três trechos: A, B1 e B2.

### Trecho A
O primeiro trecho do gasoduto é o GLPduto Urucu-Coari, de 279 km e 10 polegadas de diâmetro nominal que inclui também sistema de transmissão de dados via fibra ótica, que liga o Polo Arara ao Terminal Aquaviário de Urucu. Foi construído pelo consórcio OAS/Eteco por aproximadamente R$ 342,60 mi.

### Trecho B1
O segundo trecho liga Coari a Anamã num trecho de 196 km, grande parte em área alagável. Foi construído pelo consórcio Andrade Gutierrez/Carioca Engenharia pelo valor de aproximadamente R$ 667 mi. Seu diâmetro nominal é de 20 polegadas.

### Trecho B2
O trecho B2, Anamã-Manaus se estende por 186 km e foi construído pelo consórcio Camargo Correa/Skanska. Foi orçado em R$ 428 mi.

## Privatização
A  Transportadora Urucu Manaus S.A. (TUM) foi incorporada em 2010 pela Transportadora Associada de Gás S.A (TAG), que era controlada pela Gaspetro (Petrobras Gás S.A), uma subsidiária da Petrobrás. Em 2014, a Petrobrás passou a deter o controle direto da TAG, mediante a transferência das ações detidas pela Gaspetro.
Em junho de 2019, foi realizada a venda de 90% das ações da Transportadora Associada de Gás S.A (TAG) para o consórcio formado pela franco belga Engie e pelo fundo canadense Caisse de Dépôt et Placement du Québec (CDPQ) com o pagamento de R$ 33,5 bilhões, com a continuidade da utilização pela Petrobrás dos serviços de transporte de gás natural prestados pela TAG.
Em julho de 2019, a Petrobras assinou Termo de Compromisso de Cessação que prevê a venda do controle da TBG até 2021. A TBG é a última grande transportadora de gás ainda controlada pela Petrobras.
Em julho de 2020, foi celebrado contrato de compra e venda de ações da participação remanescente de 10% na Transportadora Associada de Gás S.A. (TAG), com o grupo formado pela ENGIE e pelo fundo canadense Caisse de Dépôt et Placement du Québec (CDPQ).

A TAG é proprietária e gestora de importante parcela dos ativos de transporte de gás natural do país, distribuídos entre as regiões Norte, Nordeste e Sudeste, entre eles: o Gasene, Malhas do Nordeste, Pilar-Ipojuca e o Urucu-Manaus.